# 加拿大贫困问题

2018年加拿大各省的相对贫困率：
>14%
13 - 13.9%
12 - 12.9%
11 - 11.9%
<10%
无数据

根据加拿大的官方数据，2020年加拿大有约240万人（占总人口的6.4%）收入低于加拿大设定的贫困线。
2017年后，加拿大政府使用市场篮子衡量标准（MBM），即基于购入生活必需的基本物资与服务所需的收入，计算官方贫困线。以此标准计算，2015年后，加拿大的贫困率呈下降趋势，从2015年的14.5%下降到2020年的6.4%。
不过，根据经合组织2019年发表的一项基于低收入衡量标准（LIM）的调查，加拿大的相对贫困率为12.4%，略微高于以此标准算出的经合组织国家的平均相对贫困率11.7%。如按年龄分层，加拿大的长者群体贫困率较低，而中青年群体贫困率相对较高。
根据2017年数据，加拿大衡量收入差距的的基尼系数（税后）为0.31，近年来相对保持稳定。

## 历史
虽然早期有社会福音运动等致力于减少贫困的社会运动，加拿大的贫困问题在19世纪到20世纪初相当严重。1911年加拿大第一次人口普查表明大部分加拿大人收入甚至低于能维持基本生活的标准:481。虽然20世纪20年代初加拿大人的收入水平有所提升，但20世纪20年代到30年代的经济大萧条产生了大批失业人口并使加拿大的贫困问题雪上加霜。1935年起出任加拿大总理的自由党籍政治家威廉·莱昂·麦肯齐·金采取了一系列类似美国同时期新政政策的社会福利政策，诸如1937年的联邦住房改善计划（Federal Home Improvement Plan）以及1938年的公屋法案（National Housing Act）。此外，廉·莱昂·麦肯齐·金领导的政府还在1939年引入了强制养老金，并在1940年引入了农业补贴。受英国《贝弗里奇报告》影响，加拿大于1943年推出由伦纳德·马胥起草的《加拿大社会保障报告》（Report on Social Security for Canada），宣布要建立一套旨在消除贫困的全方位社会保障体系。1944年，廉·莱昂·麦肯齐·金领导的政府启动家庭补助计划（Family Allowance program）。这是加拿大第一项全方位的社会福利项目。1948年，加拿大开始推行政府主导的医疗保障服务，使加拿大基本建成一套社会保障体系。
1921、1931、1941三次人口普查都表明大部分加拿大人生活于贫困之中，但经过一系列社会改革，加之加拿大当时的经济较为景气，到了1951年普查时，加拿大的贫困人口已大为较低。至1961年时，加拿大的相对贫困率已降至15%:481。

## 减缓贫困的措施
目前，加拿大实行累进所得税，低收入群体需要缴纳的所得税也较低。因为这一政策，加拿大税前工资的基尼系数约为0.428，税后工资的基尼系数则降至约0.315，有效缩小了贫困差距和贫困率。加拿大较完善的社会福利体系以及最低工资制度也对改善贫困人口生活有帮助。另外，加拿大还对育有子女的家庭以及进入劳动市场的失业群体给予税务上的优惠。

## 移民贫困问题
加拿大是一个移民国家，每年都有为数不少的移民进入加拿大。研究表明，加拿大的新移民更容易陷入贫困。其中一个重要原因是加拿大的新移民往往只能在就业市场上找到收入较微薄的工作。此外，持外国取得的学位的新移民在加拿大就业市场时更容易遇到障碍。即便是那些掌握较高技能的新移民，也有陷入贫困的风险。